# Un homme à brûler
Pour plus de détails, voir Fiche technique et Distribution.
Un homme à brûler (Un uomo da bruciare) est un film italien, réalisé en 1962 par les frères Taviani et Valentino Orsini. 
Le film s'inspire d'un fait réel : l'histoire d'un syndicaliste sicilien, Salvatore Carnevale, assassiné en mai 1955 par la Mafia, près de Palerme, pour avoir soutenu et incité les paysans dans leur lutte pour un partage légal des terres.

## Synopsis
Après deux années passées sur le continent, Salvatore retourne dans sa Sicile natale. Alors qu'il rêve d'être accueilli en fils prodigue, il constate que les habitants de son village l'attendent, plutôt impatiemment, afin d'y dénouer un conflit d'ordre social. La question cruciale est celle-ci : faut-il occuper les domaines que la récente loi a expropriés et partagés et que la Mafia empêche qu'on leur distribue ? Les paysans entament une action pacifique, mais Salvatore veut aller plus loin : en labourant et semant, ils doivent provoquer une situation irréversible. Les paysans se mettent au travail, mais la Mafia les attaque à l'aube. Les carabiniers interviennent alors pour empêcher les combats. Ne s'avouant pas vaincue, la Mafia entreprend de contrôler l'affermage des carrières du voisinage. Simultanément, elle cherche à gagner à sa cause Salvatore, en l'achetant si nécessaire. Bien qu'il feigne d'accepter la négociation, Salvatore engage une campagne pour améliorer les conditions de travail dans les carrières. Un matin, Salvatore s'en prend violemment au chef local de la Mafia : celle-ci le liquide physiquement, une heure après. Le village entier, lui rendant hommage, assiste à ses funérailles.

## Fiche technique
- Titre original : Un uomo da bruciare
- Titre français : Un homme à brûler
- Réalisation et scénario : Paolo Taviani et Vittorio Taviani, Valentino Orsini
- Assistant réalisateur : Franco Taviani
- Collaboration aux dialogues : Ignazio Buttita
- Photographie : Toni Secchi, noir et blanc.
- Caméra : Luigi Kuveiller
- Photographe de plateau : Beniamino Curcio
- Montage : Lionello Massobrio, assiste de Carlo Marini
- Musique : Gianfranco Intra
- Son : Fausto Ancillai
- Scripte : Rosalio Raffio
- Maquillage : Antonio Mura
- Production : Giuliani G. De Negri, Enrico Chroscicki pour Ager film, Sancro Film, Alfa Cinéma
- Durée : 92 min
- Année de réalisation : 1962
- Pays d'origine :  Italie
- Sorties : 26 octobre 1962 en  Italie ; 5 juin 1967 en  France
- Présenté à la Mostra de Venise le 29 août 1962 dans la Section informative.

## Distribution
- Gian Maria Volonté : Salvatore
- Didi Perego : Paola
- Turi Ferro : Vincenzo
- Spýros Fokás : Jachino
- Marina Malfatti : Wilma
- Vittorio Duse : Bastiano
- Lydia Alfonsi : Francesca
- Ignazio Roberto Daldone
- Franco Facciolo
- Renato Montalbano
- Ida Carrara
- Giuseppe Lo Presti
- Pierluigi Manetti

## Récompense
- Prix de la Critique pour la Meilleure première œuvre à la Mostra de Venise, 1962

## Autour du film
- Paolo et Vittorio Taviani s'installèrent en Sicile, quatre mois durant, afin d'y tourner un documentaire consacré au syndicaliste Salvatore Carnevale. Filmé de "façon extérieure", dépourvu de distance critique et largement hagiographique, selon les réalisateurs eux-mêmes, le travail effectué contenait, pourtant, les éléments qu'ils cherchaient à développer pour le film de fiction qu'il projetait de réaliser et qui s'intitulerait Un homme à brûler.
- Pour les membres de la Mafia, Salvatore Carnevale est un "homme à brûler" car, disent-ils, « il faut brûler celui qui jette la discorde... »
- Entrepris avant Salvatore Giuliano (1962) de Francesco Rosi, qui traite d'un sujet proche, le film des Taviani sortit sur les écrans après celui-ci. La comparaison entre les deux films n'est pourtant pas aisée à établir. Francesco Rosi construit son film comme une enquête de caractère strictement politique et se livre à une démystification du bandit d'honneur. En revanche, Paolo Taviani explique que si « Un homme à brûler avait tous les points de départ du cinéma néoréaliste, il se posait (avant tout) comme une "représentation", il n'entendait pas être le "miroir" d'une réalité, ni suivre celle-ci, il ne cherchait pas à "saisir" le vrai : il cherchait à médiatiser la réalité à travers le langage en révélant clairement sa nature de "fiction", de spectacle. » [1]
- Ajoutons-y, aussi, la différence de nature  - profonde et inconciliable, au-delà des similitudes de caractère apparentes -  entre les deux protagonistes principaux (les deux "Salvatore" mis en scène l'un par Rosi, l'autre par les frères Taviani).

## Opinion
- À travers Un homme à brûler, premier film des frères Taviani, réalisé en collaboration avec Valentino Orsini, Jean Delmas y décelait une « mise en question des vérités acquises » qui ne sont, selon lui, que « mythes périmés ». Les cinéastes italiens enterrent le héros positif, affirme-t-il. Puis, il ajoute :« (...) Salvatore, personnage inspiré (mais seulement inspiré) par l'histoire réelle de Carnevale, avait tout pour en être un. Il l'est si peu que la mère de Carnevale, sans doute accoutumée à toutes les images pieuses, attaquera les auteurs en justice. Il est abordé avec amour mais sans respect, personnage tissé de contradictions, déchiré entre son honneur de classe et son orgueil de chef, entre sa force et ses faiblesses. Finie la rationalité révolutionnaire : c'est l'instinct, l'imagination de Salvatore qui font sa force de dirigeant (...), c'est  la spontanéité agissante qui s'oppose (...) à une sagesse politique paralysante »[2].